# Hemvärn & påssjuka
Hemvärn & påssjuka är en buskis-fars med originalmanus av Nils Bie Persson. Krister Claesson och Anders Albien bearbetade manuset och regisserade farsen, då Claesson tillsammans med Stefan Gerhardsson satte upp farsen på Vallarnas Friluftsteater i Falkenberg sommaren 1997, med premiär den 29 juni. TV-inspelningen hölls inför studiopublik, och sändes sedermera i TV4. Under hösten och vintern 1997/98 turnerade teatersällskapet landet runt med farsen. Hemvärn & påssjuka släpptes på marknaden först den 10 juni 2009, som DVD-utgåva.

## Handling
Farsen utspelas en sommar under beredskapsåren på bonden Nils-Erik Kristerssons gård vid Ätran strax utanför Falkenberg. Han är gift med den argsinta Mathilda, och tillsammans har de dottern Greta. På gården bor också den försupne skomakaren Ola Larsson, och den bräkande pigan Emma som har en friare i lanthandlarsonen Petter.
En dag dyker fänrik Löwendahl och furir Malmberg oväntat upp på gården för att informera om att de tänker använda gården för hemvärnet. Detta uppskattas inte alls av paret Kristersson, som skulle få sin lönsamma svarta försäljning av griskött förstörd med en militärförläggning på sin mark. Parets främste kund, den gubbsjuke grosshandlaren Blomkvist från Göteborg (vilken visar sig vara spion Karlsson under täckmantel), gör det inte lättare för dem vid sitt besök på gården. Nils-Erik arrangerar ett fejkat drama med påssjuka för att skrämma iväg hemvärnet, men alla på gården blir istället satta i karantän efter den envise landsfiskalens avslöjanden.

## Medverkande
| Stefan Gerhardsson | – Nils-Erik Kristersson                        |
| Krister Claesson   | – Ola Larsson                                  |
| Jojje Jönsson      | – Petter från lantboden / Landsfiskalen        |
| Tina Leijonberg    | – Fröken Emma, piga                            |
| Siw Carlsson       | – Mathilda Kristersson                         |
| Tommy Juth         | – Fänrik Bertil Löwendahl                      |
| Jan Holmquist      | – Grosshandlare Blomkvist alias spion Karlsson |
| Annika Andersson   | – Greta Kristersson                            |
| Gösta Jansson      | – Furir Kalle Malmberg                         |